# Chris Evans (igralec)
Christopher Robert Evans, ameriški filmski in televizijski igralec, režiser ter producent, * 13. junij 1981 Boston, ZDA.
Svojo kariero je začel z nastopi v televizijskih serijah, kot je Opposite Sex leta 2000. Po nastopih v več najstniških filmih, vključno z Pa ne še en film za mulce iz leta 2001, je zaslovel z upodobitvijo Marvelovih likov, Človeške bakle, v Fantastični štirje (2005) in Fantastični štirje: Prihod Srebrnega letalca (2007). Evans je nastopil v več dramskih filmih: TMNT (2007), Scott Pilgrim proti vsem (2010) in Ledolomilec (2013).
Evans je zaslovel z upodobitvijo Stotnika Amerike v različnih Marvelovih filmih, od Stotnika Amerike: Prvi maščevalec (2011) do Maščevalcev: Zaključek (2019). Zaradi tega se je uveljavil za enega najbolje plačanih igralcev na svetu. Poleg stripovskih vlog je Evans igral v filmih Nadarjena (2017), Nož v hrbet (2019), televizijski miniseriji Jacobova obhajoba (2020) ter akcijskih filmih Mož iz sence (2022) in Rdeči (2024). Prav tako je posodil glas Buzzu Lightyearu v filmu Kozmoblisk (2022) in Lucasu Leeju v animirani seriji Scott Pilgrim Takes Off (2023).
Evans je leta 2014 režiral romantično dramo Preden greš, ki jo je tudi produciral in v njej tudi nastopil. Evans je leta 2018 debitiral na Broadwayu v oživitvi igre Kennetha Lonergana Lobby Hero, zaradi česar je bil nominiran za nagrado Drama League.
Evans je poročen z igralko Alba Bapista.